# Tápai Antal

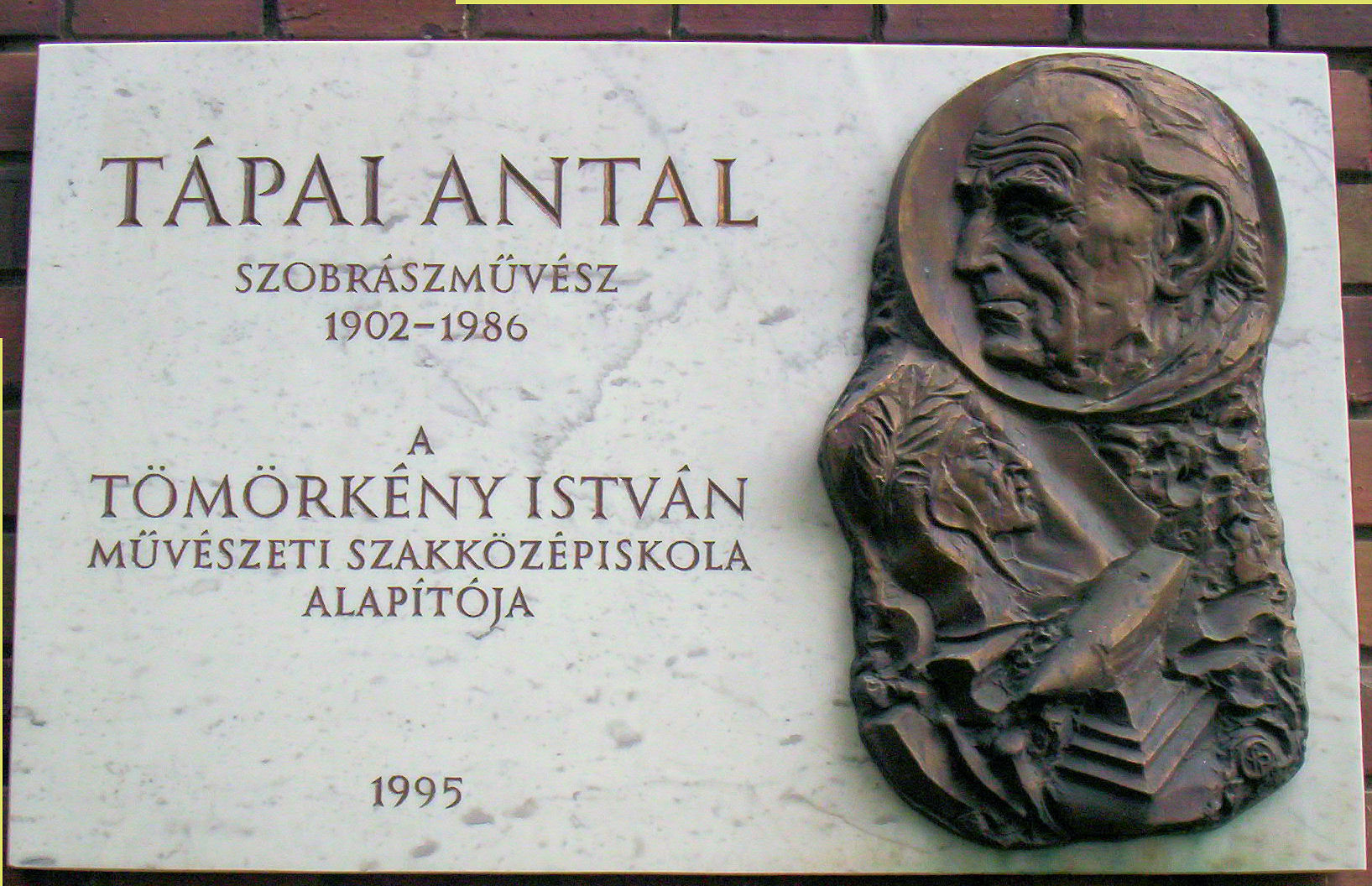
Emléktábla Szegeden

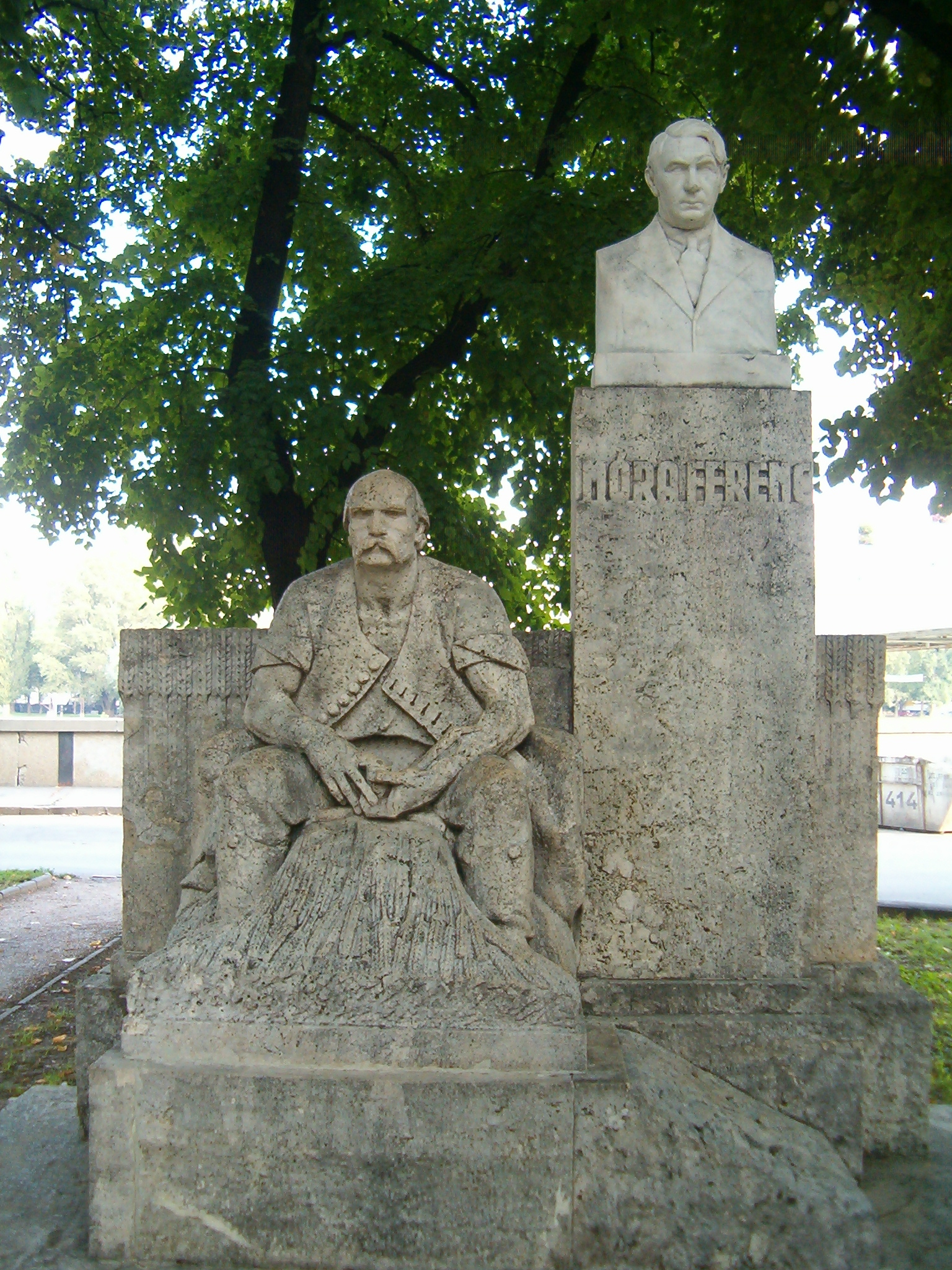
Móra Ferenc szobra Szegeden

Tápai Antal (Kistelek, 1902. április 6. – Szeged, 1986. szeptember 20.) szobrászművész.

## Életpályája
1905-ben szülei Szegedre költöztek. Itt végezte alsóbb iskoláit, majd a MÁV szegedi műhelyében lakatos szakmát tanult. 1923-ban kezdett faszobrászattal foglalkozni. Petrovics Emil és Móra Ferenc javaslatára 1926-tól Szeged város ösztöndíjával a budapesti képzőművészeti főiskolára került, ahol Szentgyörgyi István tanítványa lett. Oklevelének megszerzése után, 1931-ben ösztöndíjjal három hónapot töltött Rómában. Hazatérése után Szegeden telepedett le. A második világháború előtt Szeged egyetlen jelentős szobrászaként vett részt a város kulturális életében. A háború után, 1948-ban megalapította a Szegedi Képzőművészeti Kört. 1961-től 1964-ig a Tömörkény István Gimnázium igazgatóhelyettese, majd haláláig a gimnázium általa megszervezett művészeti tagozatának igazgatója volt. 1983-ban, Szegeden Életutam címmel kiadta visszaemlékezéseit.

## Művészi pályája
Már harmadéves főiskolai hallgatóként, 1929-ben elnyerte a Ferenczy István-díjat. Érméket, plaketteket, kisplasztikákat, emlékműveket és portrészobrokat egyaránt készített. Műveit a realista szemlélet és a Római Iskola monumentális felfogása egyaránt jellemzi. Szobrain Medgyessy Ferenc, Mészáros László és Boda Gábor hatása érezhető. Témáit általában a kétkezi emberek világából merítette. Rendszeresen szerepelt országos és megyei tárlatokon. 1958-ban, 1973-ban és 1980-ban Szegeden egyéni kiállításon mutatta be műveit.  Jelentős érdeme a fémszobrászat régi hagyományokhoz kötődő, de korszerű eszközöket alkalmazó megújítása. Kovácsolt domborművei ma Szegeden kívül megtalálhatóak az Amerikai Egyesült Államokban, Kanadában és Izraelben is. 1980-ban Tipity Jánossal könyvet adott ki Szeged vasművessége címmel.  Köztéri műveinek túlnyomó része Szegeden és Szeged környékén áll. Egyéb műveit a Magyar Nemzeti Galéria és a szegedi Móra Ferenc Múzeum őrzi. Munkásságát 1981-ben Juhász Gyula-díjjal, 1983-ban Szeged város alkotói díjával és 1985-ben SZOT-díjjal ismerték el.

## Főbb művei

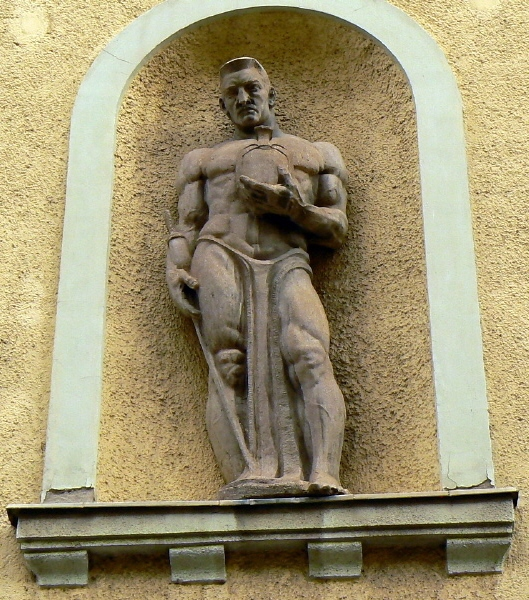
Üvegfúvók szobra Szegeden

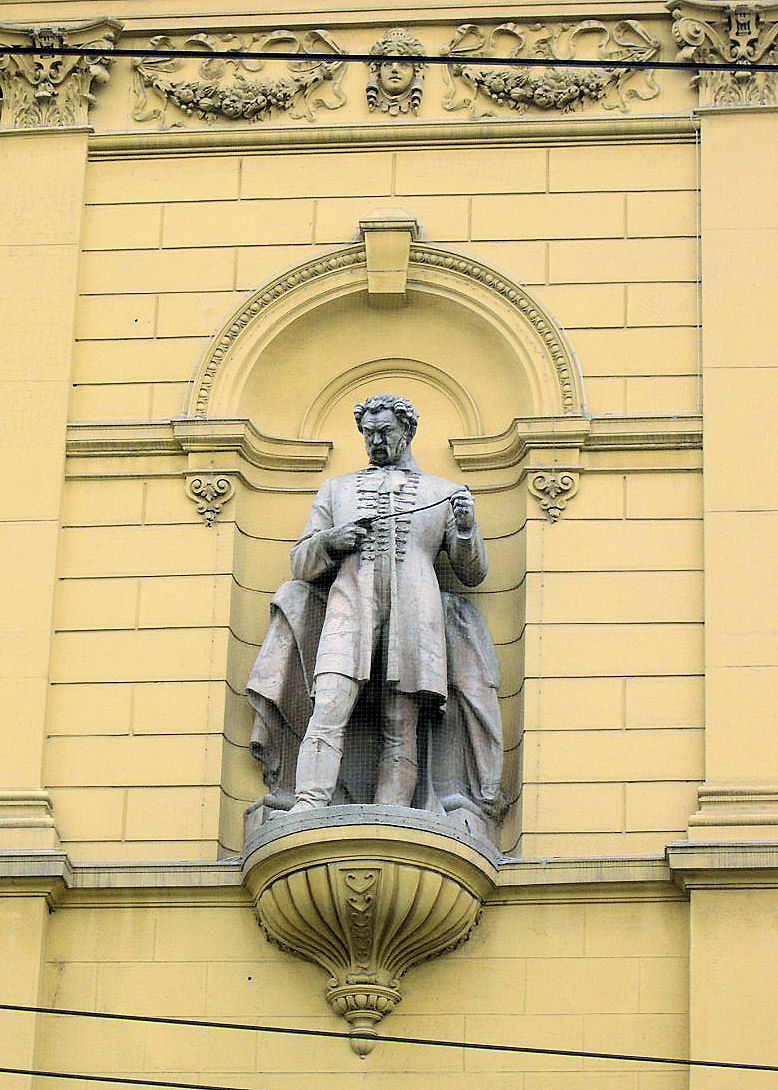
Erkel Ferenc szobra a Szegedi Nemzeti Színház homlokzatán

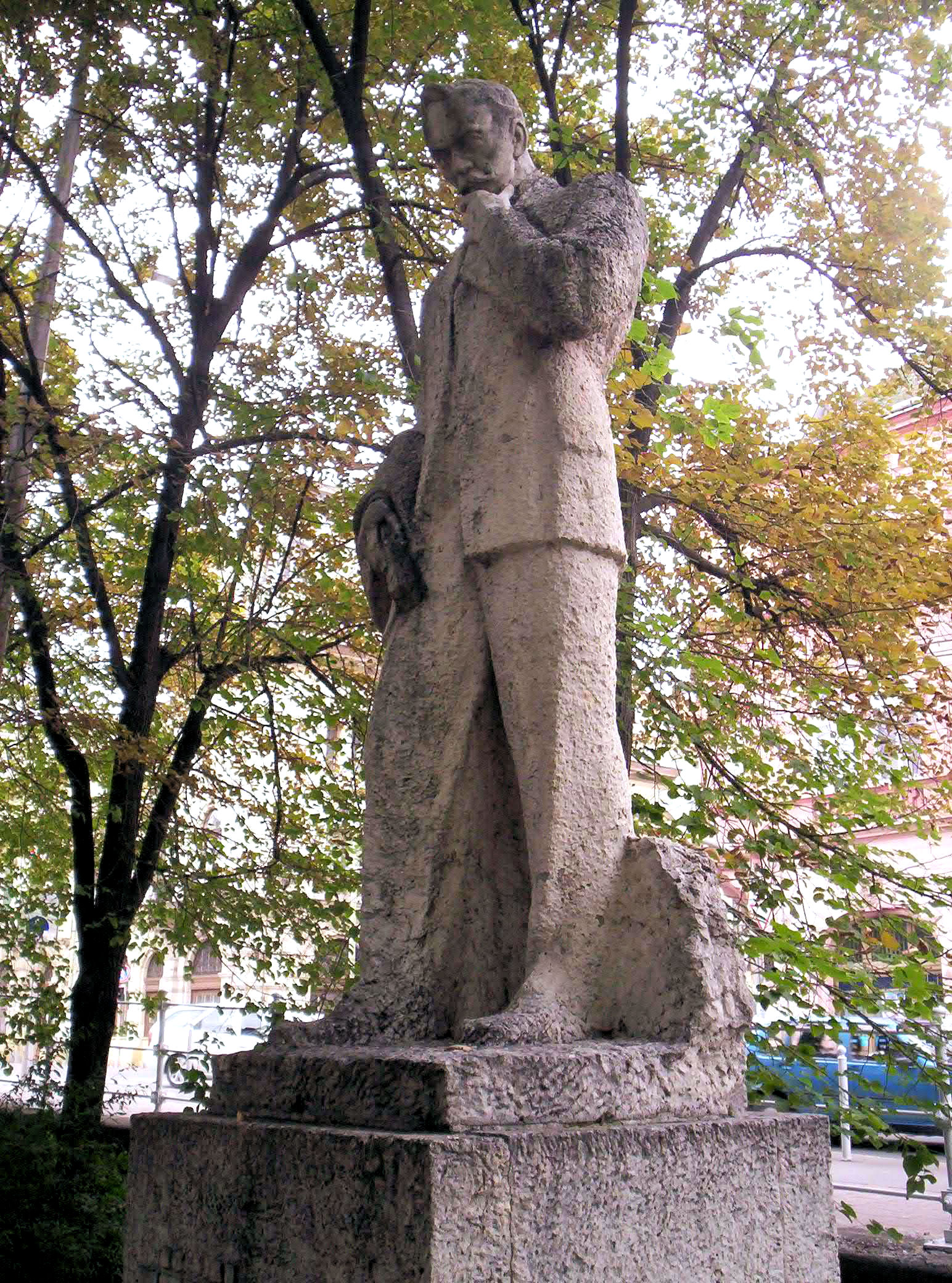
Tömörkény István szobra Szegeden

- Csicsery László síremléke (Ecce homo, avatási időpont nem ismert, Budapest, Fiumei úti sírkert 41/1-1-65 sírhely)
- Üvegfúvó (Szeged, 1929)
- Szerb katonák első világháborús emlékműve (Szeged, Szerb temető, 1932, ellopták, eltűnt)
- A Klauzál Gábor Gimnázium hősi emlékműve (Szeged, 1934)
- Hálóhúzók (Szeged, 1934)
- Móra Ferenc (fa mellszobor, Szeged, 1935)
- Jézus Szíve-templom bejárati ajtóinak domborművei (Szeged, 1935)
- Az állami főreáliskola hősi emlékműve (Szeged, 1936)
- Női akt (Szeged, 1936, ellopták, eltűnt, tudsz róla?)
- Hálóvető (bronz kisplasztika - vázlat, Szeged, 1937)
- Gyógyítás (Szeged, 1937)
- Feketeházy János (dombormű, Szeged, 1937, megsemmisült)
- Lourdes-i Mária (Szeged, Újszegedi római katolikus templom, 1937)  és
- Jézus szíve (Szeged, Petőfitelep, római katolikus templom, 1937)
- Ellenforradalmi emlékmű (Szeged, 1937, lebontott)
- Móra Ferenc (Szeged, 1938)  és
- I. világháborús emlékmű (Kisújszállás, 1940)
- A kis Móci mellszobra (Gipsz-szobor) Szeged, 1941 Magántulajdon. Németország
- Barmos György  (dombormű, Mórahalom, 1942)
- Tömörkény István (Szeged, 1943)  és
- Móra Ferenc (mellszobor, Szeged, 1944)
- Szovjet hősi emlékmű (Szeged, 1945, lebontott)  és
- József Attila (Szeged, Dóm tér, 1948)
- Móra Ferenc (Szeged, Dóm tér, 1948)
- Keresztelő kút (Szeged, Alsóvárosi templom, 1949)
- Vedres István (Szeged, 1950)
- Lenin, Sztálin (Szeged, 1950, lebontott)
- Sánta Lajos portré (Szeged, 1950, fa, magántulajdon)
- Munkás-paraszt szövetség (Szeged, 1954)
- Faültetők, család (Szeged, 1954)
- Várépítő gyerekek (Szeged, 1954)
- Család-dombormű (Szeged, 1954)
- Pihenő munkáscsalád (Szeged, 1954)
- Erkel Ferenc (fülkeszobor, Szeged, Nemzeti Színház, 1956)
- Katona József (fülkeszobor, Szeged, Nemzeti Színház, 1956)
- Dózsa György (Szeged, 1957)
- Dankó Pista (Szeged, 1958)
- Móra Ferenc (Szeged, 1959)
- Evezős (Szeged, 1959)
- Fiúcska a hallal (Szeged, 1960)  és
- Juhász Gyula (Szeged, 1960)
- József Attila (Szeged, 1960)
- József Attila (Szombathely, 1961)
- Munkásmozgalmi emlékkő (Szeged, 1961, megrongálták)
- Harcsás fiú (Szeged, 1961)
- Gagarin-emlékmű (nem Tápai Antal hanem Tóth Sándor az alkotó) (Szeged, 1961)
- Tavasz (Szeged, 1963)
- Ifj. Krachtusz Rezső síremléke (Szeged, 1963)
- Karácsonyi Guidó (Szeged, 1965)
- Óriás harcsa (Szeged, 1966, megsemmisült)
- Lenin (Szeged, 1967, lebontott)
- Lenin (Szeged, 1968, lebontott)
- Móricz Zsigmond (vörösrézlemez dombormű, Szeged, 1969)
- Magyarországi Szent Erzsébet (Szeged, Újszegedi római katolikus templom, 1971)
- Erdei Ferenc (Szeged, 1973)
- Madách Imre (Szeged, 1973)
- Lukjanyenko (Szeged, 1974)
- Herke Sándor (Szeged, 1977)
- Nagygyörgy Mária (mellszobor, Szeged, 1977)
- Juhász Gyula (Szeged, 1979)
- Kálmány Lajos (Szeged, 1982)
- Torzó (Tápai Antal síremléke, Szeged, 1987)
- Láng Imre (Szeged, 1994)